# 伝説のスタフィー4
『伝説のスタフィー4』（でんせつのスタフィー4）は、任天堂から2006年4月13日に発売されたニンテンドーDS用のアクションゲームである。

## あらすじ
ある日、キョロスケは天空の王国「テンカイ」の入り口で、見たことのない女の子が倒れているのを見つけた。その女の子の名前は「マテル」といい、アミー王国という国からやってきたマテルは、アミー王国は「モナムールストーン」という秘宝によって守られた平和な国だったが、何者かに「モナムールストーン」を盗まれ国じゅうがめちゃくちゃになってしまい、マテルは助けを求めてテンカイまで来たのだという。
こうしてスタフィー、スタピー、キョロスケの3人は、アミー王国を救う旅へと出発したのだった。

## システム
基本概要は伝説のスタフィー2の「ゲーム内容」の項を参照。ここでは前作までとの主な違いのみを記述。
元気ポイント制
前作まで最大で5だったライフが数字表記に変わり開始時は50、ショップで購入したりステージに隠されているコンペイトウを入手すると10ずつ上がり最大で240まで上がる。それに伴い敵によってダメージの大きさは異なるようになった。ダメージ量は多くても10前後なので結果的に難易度は下がっている。従来通りの「しんじゅ」やマーメイド、後述のスピル「モナムーヒール」で回復できる。
公衆電話
調べるとキョロスケから冒険のヒントをもらえる。普通の電話だが進行状況によってセリフが変わる。シティにいるキョロスケがどうやってスタフィー達の状況を把握しているのかをキョロスケがネタにしているが詳細は不明。2周目になるとラスボス面以外の電話はなくなる。
ワープじぞう、ワープじぞう王
従来のゴールは廃止され入口から出る仕様になった。
各ステージの最奥地や脇道の終点にいるワープじぞうを調べると入口付近にいるワープじぞう王のいる場所にワープする。
ボス戦の後や2周目の宝箱・アンサーズカード入手時は脱出する。
あいのいずみ
各ステージをつなぐワープゲート用ステージ。DSのタッチスクリーンを使用する。上向きの強制スクロール面で画面をタッチすると薔薇に乗ったスタフィーが移動する。敵は登場せずとげに触れるか壁に挟まれると失敗になる。成功すると大量のしんじゅが手に入るボーナス面。タッチが苦手な人向けなのか成功失敗にかかわらず次のステージに進むようになっている。
なお、アンサーズカードを全部集めないでラスボスを倒すとバッドエンドになり、そのままスタッフロールが流れる。

### 新アクション「スピル」
冒険を進めると4人の賢者にひとつずつ教えてもらえる。敵を倒すか赤いしんじゅを集めるとSPがたまりSPが最大のときに使用可能。
モナムーヒール
使用すると一定時間元気が少しずつ回復するようになる。
まじかるコイン
使用するとコインが回転し、星で止まるとしんじゅが20個、裏で止まるとダメージを受ける物体が降ってくる。
テンカイバリア
スタピー専用。一定時間バリアが発生し、あらゆるダメージを受けなくなる。
ぱわふるスピン
スタフィー専用。キョロスケを持ったままスピンアタックをする。キョロスケとの友情パワーでこの技で倒した敵はしんじゅになる。使用後は目回し状態になる。

## 登場キャラクター
マーメイド、マニアンコウ、デジールには声があてられているが、いずれも演者は非公表。

### スタフィーと仲間達
スタフィー
本作の主人公である、王国「テンカイ」の王子。黄色のヒトデのような姿をしている。今作はマテルに一目惚れし孤軍奮闘する。
キョロスケ
スタフィーやスタピーの友達のハマグリ。
スタピー
スタフィーの妹。桃色のヒトデのような姿をしている。今作ではコラル王子に初恋する。
マーメイド
マップやステージの各所でセーブをしてくれる人魚。
ロブじいさん
アミー王国の別荘に滞在中。
ヤドカリタ
アミー王国に旅行中。
ラブリー、サブァコ
一緒にアミー王国に旅行中。ラブリーの店アミー王国支店の店番を賭けてマニアンコウを加えてマージャンをした。
ハデヒラリ
キョロスケの片思い相手。本作でも旅行中。
キョロスケの弟、妹、弟
キョロスケの恋をかなえるため、キューピッドの弓矢を盗む。本人ら曰く借りただけだったようだが、弓矢の力がなくても自力で成就させるとキョロスケに怒られる。
ジョージロー
子分のフキャ達と旅行中。ラビアーティ教授に洗脳されたフキャ達を助けるようスタフィー一行に頼む。
ヤリイカさん
本作ではヤリイカーズの代表としてスタフィーたちの応援に来る。

### 本作初登場のキャラクター
マテル
アミー王国のアミー城でメイドをしている女の子。スタフィーの事を勇者だと思っており、テンカイまで助けを求めに来た。コラル王子の婚約者で、デジール騒動が収まった真エンディングでは結婚式を挙げた。
コラル王子
追手に追われて鯉マロの隠れ里に隠れていたアミー王国の王子。
ラブウィズミー
アミー王国のシティを繋ぐマッチョなエビのような姿をした妖精。事あるごとにラブを強調しスタピーやキョロスケは辟易している。上述の「あいのいずみ」のワープ機能は彼の力によるもの。
マニアンコウ
アンコウのような姿をしている。ラブリーたちに麻雀で負け「ラブリーの店」の店番になる。アイドルオタクでキスミがイチ押し。
ワープじぞう
ワープじぞう王のいる場所までワープさせてくれる。正式な名前はワープじぞう1号、ワープじぞう2号…とステージごとに見た目や設定が微妙に違い9号まで登場する。
ワープじぞう王
ワープじぞうの王。自称偉い地蔵。
とびらまじん
2周目用キャラ。1周目は眠っているが2周目になるとナゾナゾを出して来る。ナゾナゾに正解すると扉が開き新しい場所に行けるようになる。ナゾナゾに答えるには対応したアンサーズカードが必要。「○○を持ってきてくれ」などナゾナゾでない問いもある。
とびらまじん王
とびらまじんの王でデジールの本体を守っている。とびらまじんと違い開けるには36枚全てのアンサーズカードを集める必要がある。

### 敵キャラクター
デジール
ウミヘビやオオウナギのような姿の魔女で、本作のラストボス。高笑いが特徴で、ザマス口調で喋る。モナムールストーンを盗んだ犯人であり、目的の為なら国一つ破壊できる。
コラルに一目惚れしていたが、その邪悪な心を見抜いたコラルがその求愛を拒んだことで、モナムールストーンの力でもっと美しく強くなってアミー王国とコラル以外の国民を滅ぼせば、コラルの心を独り占めできると思い込み、モナムールストーンを盗み、アミー王国に災いをもたらした上、世界中のワルモノを集め、モナムールストーンの力で強化して王国中に送り込んだ。
真の姿を現すと、巨大な顔と手だけという彼女の自己顕著と美意識を象徴した姿となり、モナムールストーンの力で美しくなった顔に絶対の自信を持っているが、その顔が同時に弱点でもある他、手はスタフィーとスタピーにとって足場として使うことができるため、徐々にダメージを負っていき、最終的にはスタフィー達に顔をすべて破壊されて醜悪な本当の顔を暴かれ、醜く滅びることに絶望しながら力を失い元々の小さなヘビの姿に戻った。
オウルン王
フクロウの王様。デジールに一目惚れし崇拝する。戦闘時は空中を飛び回りスタフィーはプロペラビットに乗って戦うことになる。
ボンボーン
シリーズおなじみのボスキャラ。本作ではデジールに力で強化してもらい分身の術を披露する。
チョキング
がま口財布を乗せたカニ。その名の通り貯金が好きで報酬のしんじゅを条件にデジールに協力する。
アクレイマ
悪魔。変身魔法が得意だが時間が経つと触覚が出るなどの変化がある。口癖は「ドロロー」。尚、キョロスケはハデヒラリに化けたアクレイマを変化が出る前に一瞬で見破っている。ゲーム画面では変身先と全く同じ姿だがキョロスケによると全然違うらしい。
フグッシュ
シュノーケルをつけたフグ。
ゲイシャチ
芸子の姿をしたシャチ。マテル姫を誘拐しスタフィーの怒りに触れるがマップの作りの都合でスタピーで戦うことになる。2周目以降はスタフィーでも戦える。三味線による音波で攻撃する。
アーシィ
魔法のじゅうたんに乗ったラクダ。女好きのナルシストでスタピーに求婚するも断られ誘拐する。
ラビアーティー
科学者風のうさぎ型マッドサイエンティスト。フキャを洗脳したり実験材料にマテルを誘拐したりする。

## のりもの
ケルキー
プロペラビット
アングラ
チョウチアンコウのような姿をしている。のりものの中で唯一、攻撃能力が無い。
きぐるみ（ぶた）
きぐるみ（たこ）